# درازبرگ
درازبرگ (نام علمی: Posidonia) نام یک سرده از division پیدازادان است.